# Prix Michael-Faraday

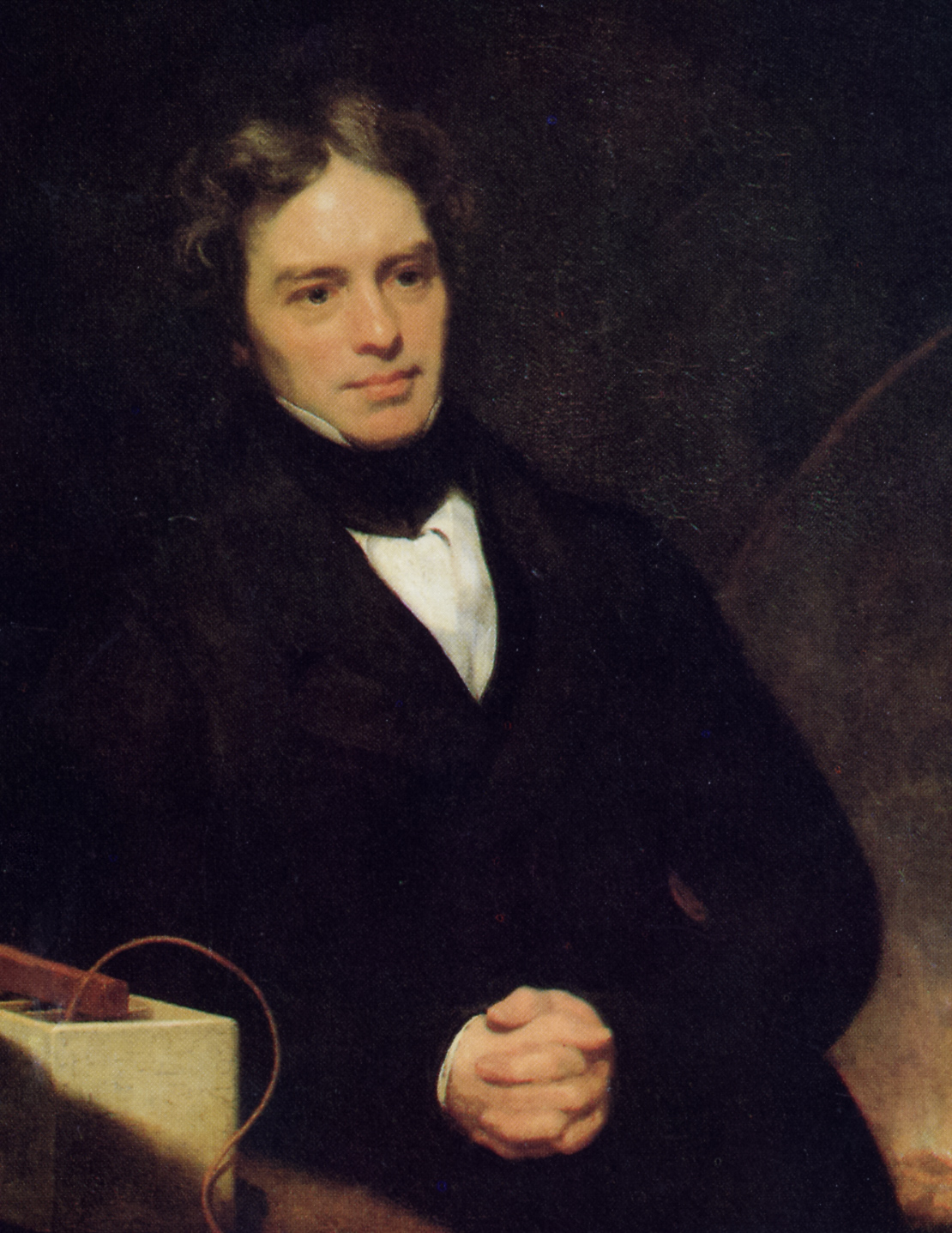
Michael Faraday

Le prix Michael-Faraday est un prix remis par la Royal Society pour « l'excellence dans la vulgarisation scientifique auprès du public britannique ». Le prix fut dénommé ainsi d'après Michael Faraday.
La médaille est constituée d'argent, et est accompagnée d'une dotation de 2 500 livres sterling.

## Historique
Le prix fut remis pour la première fois en 1986 à Charles Taylor pour « ses présentations aisément compréhensibles de la physique et des applications de la physique, devant des publics allant d'enfants de 6 ans à des adultes », et a été décerné, depuis 1986, à 22 reprises.
Le président de la Royal Society remet prix et médaille au mois de janvier.
Contrairement à d'autres prix, le comité ne publie pas toujours une justification au choix du lauréat. Cette absence de justification s'est déjà produite cinq fois : en 2004 pour Martin Rees, en 2006 pour Richard Fortey, en 2007 pour Jim Al-Khalili, en 2008 pour John Barrow et en 2009 pour Marcus du Sautoy.

## Lauréats
- 1986 : Charles Taylor (en) [3]
- 1987 : Peter Medawar [4]
- 1988 : Erik Christopher Zeeman [5]
- 1989 : Colin Blakemore [6]
- 1990 : Richard Dawkins [7]
- 1991 : George Porter [8]
- 1992 : Richard Gregory [9]
- 1993 : Ian Fells [10]
- 1994 : Walter Bodmer (en)[11]
- 1995 : Ian Stewart [12]
- 1996 : Steve Jones [13],[14]
- 1997 : David Phillips (en)
- 1998 : Susan Greenfield [15],[16]
- 1999 : Robert Winston [17]
- 2000 : Lewis Wolpert [18]
- 2001 : Harold Kroto [19]
- 2002 : Paul Davies [20],[21]
- 2003 : David Attenborough [22]
- 2004 : Martin Rees [23]
- 2005 : Fran Balkwill [24]
- 2006 : Richard Fortey [25]
- 2007 : Jim Al-Khalili [26]
- 2008 : John D. Barrow [27]
- 2009 : Marcus du Sautoy [27]
- 2010 : Jocelyn Bell-Burnell [27]
- 2011 : Colin Pillinger [27]
- 2012 : Brian Cox [27]
- 2013 : Frank Close [27]
- 2014 : Andrea Sella [27]
- 2015 : Katherine J. Willis [27]
- 2016 : Nick Lane [27]
- 2017 : Mark Miodownik [27]
- 2018 : Danielle George [27]
- 2019 : Martyn Poliakoff[27]
- 2020 : David Spiegelhalter[27]
- 2021 : Sophie Scott[27]